# Vitamins Hair Cosmetics
Vitamins Hair Cosmetics es una marca profesional de belleza especializada en la formulación de tratamientos para el cuidado del cabello. Fue fundada en 1943 por Haim Shetrit, quien también se desempeñó como instructor jefe para L'Oréal.

## Historia
Vitamins Hair Cosmetics fue fundada en 1943 por Haim Shetrit, un reconocido boticario que preparaba remedios cosméticos naturales en la cocina de su hogar. A lo largo de los años, desarrolló y dirigió la Israeli Hair Faculty (Facultad Israelí del Cabello), sirvió como presidente de la Unión Israelí de Peluqueros, fue instructor jefe para L’Oréal y asimismo fue ampliamente conocido a nivel mundial por su conocimiento en este campo.
En sus inicios, Haim Shetrit comenzó su trabajo en la barbería de su padre en la antigua Jerusalén. Sus aspiraciones de convertirse en un profesional y adquirir conocimientos crecieron rápidamente. En ese momento, en 1943, no había salones de belleza en Jerusalén, por lo que decidió abrir uno. El principal desafío que enfrentó fue la ausencia de productos capilares profesionales, ya que para entonces ninguna marca de cosméticos llegaba a esa parte del mundo. Mediante la combinación del conocimiento tradicional que adquirió de su padre con nuevas técnicas, Haim encontró maneras de preparar cosméticos naturales en su propia cocina.
Izik Shir, el hijo de Haim, se unió a la empresa de su padre en una etapa crucial. A medida que el negocio se expandía y la industria evolucionaba, surgió la necesidad de formalizar y aumentar la producción y las ventas. La fábrica creció junto con la creciente demanda. Al tiempo que ha incorporado equipos y procesos modernos, Vitamins Hair Cosmetics mantiene una parte de su producción según métodos tradicionales.